# Maine Road
A Maine Road egy stadion volt Manchesterben, Angliában, amely 1923 és 2003 között a Manchester City otthona volt. Rendeztek a stadionban FA-kupa elődöntőket, szuperkupákat, ligakupa-döntőket és az angol válogatott is játszott itt. 
A Manchester City itt játszott utolsó szezonjában (2002–2003) a befogadóképessége 35150 volt, többször is felújították 80 éves története során. A következő szezonban a City a City of Manchester Stadionba költözött, amely mindössze egy mérföldre volt Ardwicktól, ahol eredetileg alapították a csapatot. A Manchester United is töltött itt több szezont, mikor a második világháborúban az Old Traffordot bombatámadás érte.

## Fontosabb mérkőzések

### FA-Kupa elődöntők
| #  | Év   | Győztes           | Eredmény   | Vesztes                 |
| -- | ---- | ----------------- | ---------- | ----------------------- |
| 1  | 1928 | Huddersfield Town | 1–0        | Sheffield United        |
| 2  | 1946 | Derby County      | 4–1        | Birmingham City         |
| 3  | 1947 | Burnley           | 1–0        | Liverpool               |
| 4  | 1950 | Liverpool         | 2–0        | Everton                 |
| 5  | 1951 | Blackpool         | 0–0        | Birmingham              |
| 6  | 1953 | Bolton Wanderers  | 4–3        | Everton                 |
| 7  | 1954 | Preston North End | 2–0        | Sheffield Wednesday     |
| 8  | 1958 | Bolton Wanderers  | 2–1        | Blackburn Rovers        |
| 9  | 1960 | Blackburn Rovers  | 2–1        | Sheffield Wednesday     |
| 10 | 1973 | Leeds United      | 1–0 (h.u.) | Wolverhampton Wanderers |
| 11 | 1975 | Fulham            | 1–0        | Birmingham City         |
| 12 | 1977 | Liverpool         | 2–2        | Everton                 |
| 13 | 1977 | Liverpool         | 3–0        | Everton                 |
| 14 | 1979 | Manchester United | 2–2        | Liverpool               |
| 15 | 1985 | Manchester United | 2–1        | Liverpool               |
| 16 | 1990 | Manchester United | 3–3        | Oldham Athletic         |
| 17 | 1990 | Manchester United | 2–1        | Oldham Athletic         |
| 18 | 1994 | Manchester United | 4–1        | Oldham Athletic         |

### Angol válogatott-mérkőzések
| # | Év                 | Győztes | Eredmény | Vesztes        |
| - | ------------------ | ------- | -------- | -------------- |
| 1 | 1946. november 13. | Anglia  | 3–0      | Wales          |
| 2 | 1949. november 16. | Anglia  | 9–2      | Észak-Írország |

### Ligakupa-döntő
| # | Év                | Győztes   | Eredmény | Vesztes |
| - | ----------------- | --------- | -------- | ------- |
| 1 | 1984. március 25. | Liverpool | 1–0      | Everton |